# Loose socks

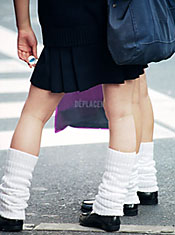
Shrnuté ponožky „loose socks“

Loose socks (japonsky: ルーズソックス, rúzu sokkusu; česky: shrnuté ponožky) je druh ponožek, který je populární mezi náctiletými japonskými dívkami.
Jsou skoro vždy bílé a velmi dlouhé, v některých případech až dva metry. Obvykle se nosí pod koleny a aby nesklouzly ještě níž lepí se speciálním lepidlem (tzv. „socks glue“ nebo také „sock touch“) přímo na pokožku.
Středoškolačky často nosí tyto ponožky společně s předepsanou školní uniformou sérá fuku. Některé školy to ale zakazují, a tak se dívky převlékají do těchto ponožek vždy, když opouštějí půdu školy. Nošení loose socks se začíná šířit i mezi žákyněmi některých základních škol.
V Japonsku jsou „loose socks“ módní od poloviny 90. let minulého století.